# Нетто Ігор Олександрович
Ігор Олександрович Нетто (рос. Игорь Александрович Нетто, 9 січня 1930, Москва — 30 березня 1999, Москва) — радянський футболіст, півзахисник. Після завершення ігрової кар'єри — футбольний тренер.
Як гравець насамперед відомий виступами за клуб «Спартак» (Москва), а також збірну СРСР.
П'ятиразовий чемпіон СРСР, триразовий володар Кубка СРСР. У складі збірної — олімпійський чемпіон, чемпіон Європи.

## Клубна кар'єра
У дорослому футболі дебютував 1949 року виступами за команду клубу «Спартак» (Москва), кольори якої і захищав протягом усієї своєї кар'єри гравця, що тривала цілих вісімнадцять років. Більшість часу, проведеного у складі московського «Спартака», був основним гравцем команди та її капітаном.

## Виступи за збірну
1952 року дебютував в офіційних матчах у складі збірної СРСР. Протягом кар'єри в цій команді, яка тривала 14 років, провів 54 матчі, забивши 4 голи. Протягом 10-ти років виводив її на поле з капітанською пов'язкою.
У складі збірної був учасником двох чемпіонатів світу — 1958 року у Швеції та 1962 року в Чилі. На чемпіонаті Європи 1960 року у Франції здобув з радянською командою титул континентального чемпіона.
Учасник футбольних турнірів на Олімпійських іграх 1952 року у Гельсінкі та на Олімпійських іграх 1956 року у Мельбурні, де збірна СРСР здобула олімпійське «золото».

## Кар'єра тренера
Розпочав тренерську кар'єру невдовзі по завершенні кар'єри гравця, 1967 року, очоливши тренерський штаб кіпрського клубу «Омонія».
Потім очолював команди ярославського «Шинника», національної збірної Ірану та грецького «Паніоніоса».
Останнім місцем тренерської роботи був бакинський «Нефтчі», команду якого Ігор Нетто очолював 1979 року.
Помер 30 березня 1999 року на 70-му році життя у місті Москва після багаторічної боротьби із хворобою Альцгеймера. Похований на московському Ваганьковському кладовищі.

## Статистика клубних виступів
| Клуб               | Рік    | Чемп. | Чемп. | Кубок | Кубок | За дубль | За дубль | Усього | Усього |
| Клуб               | Рік    | Ігор  | Голів | Ігор  | Голів | Ігор     | Голів    | Ігор   | Голів  |
| ------------------ | ------ | ----- | ----- | ----- | ----- | -------- | -------- | ------ | ------ |
| «Спартак» (Москва) | 1948   | 0     | 0     | 0     | 0     | ???      | 0        | ???    | 0      |
| «Спартак» (Москва) | 1949   | 8     | 1     | ???   | 0     | ???      | 0        | ???    | 1      |
| «Спартак» (Москва) | 1950   | 36    | 2     | 4     | 0     | 0        | 0        | 40     | 2      |
| «Спартак» (Москва) | 1951   | 25    | 2     | 5     | 1     | ???      | 0        | ???    | 3      |
| «Спартак» (Москва) | 1952   | 13    | 1     | 4     | 0     | 0        | 0        | 17     | 1      |
| «Спартак» (Москва) | 1953   | 21    | 1     | 2     | 0     | ???      | 0        | ???    | 1      |
| «Спартак» (Москва) | 1954   | 15    | 1     | 2     | 0     | ???      | 0        | ???    | 1      |
| «Спартак» (Москва) | 1955   | 21    | 6     | 2     | 0     | 0        | 0        | 23     | 6      |
| «Спартак» (Москва) | 1956   | 20    | 4     | 0     | 0     | ???      | 0        | ???    | 4      |
| «Спартак» (Москва) | 1957   | 20    | 1     | 4     | 1     | 0        | 0        | 24     | 2      |
| «Спартак» (Москва) | 1958   | 20    | 0     | 4     | 1     | 0        | 0        | 24     | 1      |
| «Спартак» (Москва) | 1959   | 22    | 4     | 1     | 0     | 0        | 0        | 23     | 4      |
| «Спартак» (Москва) | 1960   | 24    | 2     | 0     | 0     | 0        | 0        | 24     | 2      |
| «Спартак» (Москва) | 1961   | 23    | 3     | 1     | 0     | 0        | 0        | 24     | 3      |
| «Спартак» (Москва) | 1962   | 23    | 1     | 0     | 0     | 0        | 0        | 23     | 1      |
| «Спартак» (Москва) | 1963   | 37    | 4     | 5     | 0     | ???      | 0        | ???    | 4      |
| «Спартак» (Москва) | 1964   | 32    | 3     | 3     | 1     | 0        | 0        | 35     | 4      |
| «Спартак» (Москва) | 1965   | 4     | 0     | 2     | 0     | 0        | 0        | 6      | 0      |
| «Спартак» (Москва) | 1966   | 4     | 0     | 3     | 0     | 0        | 0        | 7      | 0      |
| Усього             | Усього | 368   | 36    | ???   | 4     | ???      | 0        | ???    | 40     |

## Титули і досягнення
- Чемпіон СРСР (5):

«Спартак» (Москва): 1952, 1953, 1956, 1958, 1962
- Володар Кубка СРСР (3):

«Спартак» (Москва): 1950, 1958, 1963
- Олімпійський чемпіон: 1956
- Чемпіон Європи (1): 1960